# Joseph Franz von Jacquin
Joseph "Krystel" Franz Freiherr von Jacquin, conosciuto anche come Joseph von Jacquin (Banská Štiavnica, 7 febbraio 1766 – Vienna, 26 ottobre 1839), è stato un medico, botanico, chimico e ornitologo austriaco.

## Biografia
Fu il figlio di Nikolaus von Jacquin, laureato presso l'Università di Vienna come medico nel 1788.
Tra il 1788 e il 1791 Jacquin fu inviato in un viaggio scientifico in Germania, Francia e Inghilterra dall'imperatore Francesco II.
Ereditò la posizione di suo padre come professore di botanica e chimica presso l'Università di Vienna, che la mantenne dal 1797 fino al suo ritiro nel 1838. Nel 1821 fu eletto membro straniero dell'Accademia Reale Svedese delle Scienze.

## Pubblicazioni
- Jacquin, J. F. Beyträge zur Geschichte der Vögel. C.F. Wappler, Wien 1784.
- Jacquin, J.F. Lehrbuch der allgemeinen und medicinischen Chymie zum Gebrauche seiner Vorlesungen. C.F. Wappler, Wien 1798. |
- Jacquin, J.F., E. Fenzl & I. Schreibers. Eclogae plantarum rariorum aut minus cognitarum : quas ad vivum descripsit et iconibus coloratis illustravit. A. Strauss, Wien, 1811–1844.
- Jacquin, J.F., E. Fenzl & I. Schreibers. Eclogae graminum rariorum aut minus cognitarum : quae ad vivum descripsit et iconibus coloratis illustravit. A. Strauss et Sommer, Wien, 1813–1844.
- Jacquin, J. F. Ueber den Ginkgo, Carl Gerold, Wien, 1819.